# Alliance française de Vérone
L’Alliance française de Vérone est une association agréée par la fondation Alliance française de Paris et affiliée à la Fédération des alliances françaises d'Italie, dont l'objet est la promotion de la langue et de la culture française. Elle est notamment structure enseignante et aussi centre de passation pour les examens et certifications de langue du ministère français de l’Éducation nationale. Elle est également le siège officiel pour les provinces de Vérone, de Trente, de Mantoue et en partie de Rovigo.

## Historique
L’Alliance française est active à Vérone depuis 1954. 
Elle a été créée par Maria Pia Conci et par Giovanni Luciani, professeurs de FLE, comme club Italia-Francia ; elle est devenue ensuite ACIF (association culturelle italo-française), pour prendre le statut définitif d’Alliance française. «Giovanni Luciani» - écrit Mariangela Persona - « (est) un esprit novateur dans le domaine de la didactique; ses livres ont marqué des étapes fondamentales dans l’enseignement de la langue française. Le français vivant, Angelo Signorelli Editore, Roma 1963, écrit en collaboration avec son épouse Maria, constitue un premier exemple de méthode progressive d’apprentissage sur la base des 1300 mots du français fondamental». Pendant deux ans Giovanni Luciani collabore avec le nouveau campus de Vérone sans jamais abandonner l’enseignement au lycée. Sa production de méthodes pour tous les niveaux scolaires progresse en collaboration avec son ami et collègue Raimondo Zaffuto.

## Administration
- Présidente : Rosalia Napoli
- Directrice : Nicole Abi Aad Spitaleri

## Activité culturelle
L'Alliance française de Vérone organise et donne des comptes rendus sur des expositions d'art, des conférences, des soirées franco-italiennes et surtout des concerts.